# 小野寺信
小野寺 信（おのでら まこと、1897年〈明治30年〉9月19日 - 1987年〈昭和62年〉8月17日）は、日本の陸軍軍人、翻訳家。最終階級は陸軍少将。第二次大戦末期に、在スウェーデン日本大使館の駐在武官として、ヤルタ会談での密約（ドイツ降伏から約3ヶ月後にソ連が日ソ中立条約を破棄して、対日参戦するとの最高機密情報）を早い時期に密かに入手して日本に打電・通報したことや、その後、スウェーデン王室の仲介による連合国との和平工作を行ったことで知られる。

## 経歴
1897年、岩手県胆沢郡前沢町（現在の奥州市）において町役場助役・小野寺熊彦の長男として生まれる。12歳の時に熊彦が病死し、本家筋の農家・小野寺三治の養子となる。遠野中学校、仙台陸軍地方幼年学校、陸軍中央幼年学校を経て、1919年（大正8年）5月、陸軍士官学校を卒業（31期、歩兵科。歩兵科5位で恩賜の銀時計を拝受）、見習士官（陸軍歩兵曹長）となる。同年12月、陸軍歩兵少尉に任官し、歩兵第29連隊附となる。翌1920年（大正11年）に発生した尼港事件を受けてニコラエフスクを保障占領し、1921年（大正10年）、第29連隊はアムール河口地帯守備のために尼港に派遣される。小野寺も最初で最後の戦場での勤務を行い、現地でロシア語を習得する。1928年（昭和3年）12月、陸軍大学校（40期）を卒業し、歩兵第29連隊中隊長となり、会津若松へ赴任する。
当初はドイツ駐在を希望して外国駐在試験を受けていたが、ロシア語の能力を見込まれて翌1930年（昭和5年）3月、陸軍歩兵学校教官として千葉に転任。上官の小畑敏四郎大佐に目をかけられ、赤軍研究を集中的に行い、ロシア専門家としての道を歩み始める。1932年（昭和7年）3月、小畑の人事異動に従って陸大教官に転身。ここでも本来の講義と別に個人で赤軍研究を継続する。研究を経て、ロシア革命後に機械化を進めた赤軍に対する脅威を主張するようになる。陸大在任半年で参謀本部第2部ロシア班に引き抜かれた。作戦課長として参謀本部に配属されていた小畑の手引きで、1933年（昭和8年）5月、ハルピンへ赴任。語学研修の傍らで国境視察なども行い、赤軍の作戦などについてレポートをまとめている。帰国後の1934年（昭和9年）8月、陸軍歩兵少佐に進級。

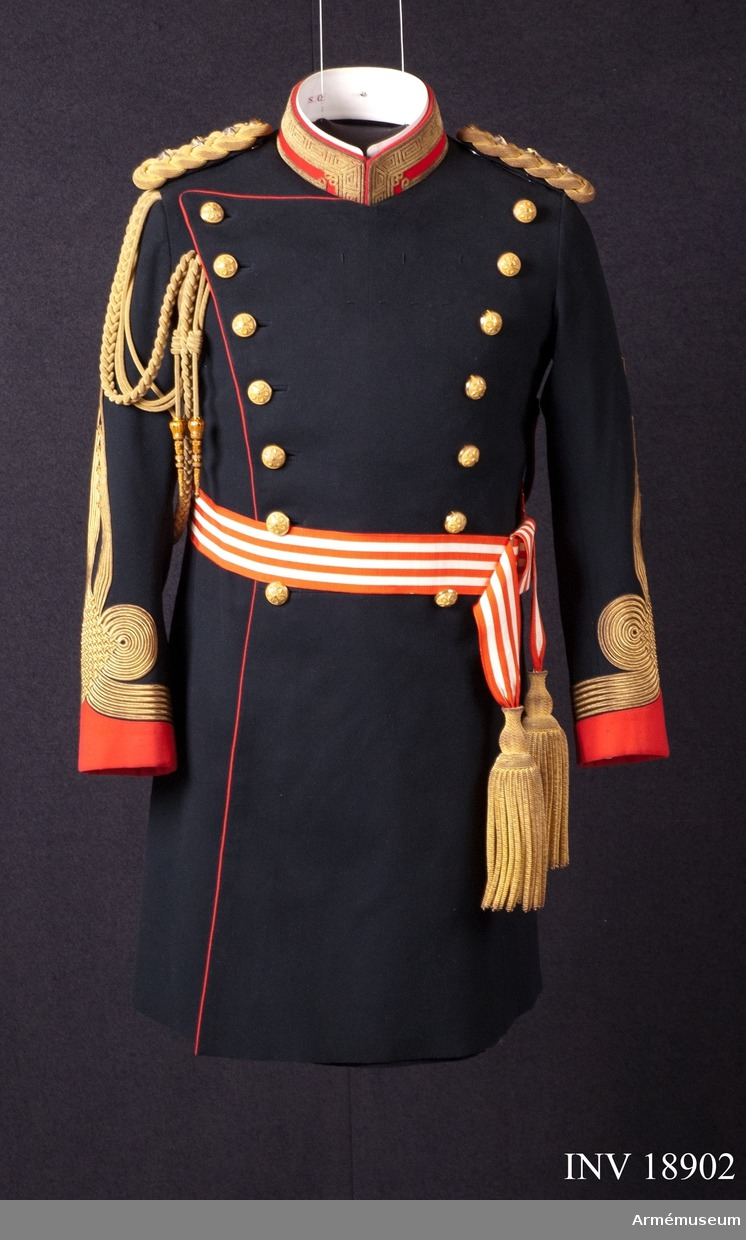
小野寺信少将の軍服（正装）。敗戦後の1945年秋に、小野寺からスウェーデン陸軍博物館（ストックホルム）に寄贈された。

1935年（昭和10年）12月、ラトビア公使館附武官に発令され、翌1936年（昭和11年）1月、首都リガに着任。ラトビアを含むバルト三国は西欧の対ソ最前線であり、各国の諜報活動が盛んであった。小野寺が赴任した当時の日本公使館は補佐官もいない小所帯であったが、バルト三国の重要性を認識した小野寺は本国にかけ合い、隣国のエストニア・リトアニア公使館附武官を兼務するようになる。三国の参謀当局は地の利はあったが、資金面から諜報範囲が限られていたため、日本側が必要な諜報活動費を援助した。また、当時ベルリンの駐独大使館には参謀本部直属の諜報工作組織（馬奈木敬信機関）があり、対ソ工作員を養成していた。工作員はエストニアからペイプシ湖を通してソ連に送り込んでいたため、エストニアにかけ合って送り込むための高速船の手配も行った。1937年（昭和12年）11月、陸軍歩兵中佐に昇進。
1938年（昭和13年）6月、参謀本部ロシア課に復帰。その直後に発生した張鼓峰事件の対処にあたった後、同年10月、中支那派遣軍司令部附として上海に派遣される。当時中国大陸で進行中であった日中戦争の収束策として、参謀本部の支那課は汪兆銘政権の樹立による和平交渉を検討していたが、ロシア課は対ソ防衛のためには事変を早期終結させるべきと考えており、小野寺は武漢に籠る蔣介石との直接の交渉を企図する。小野寺は市内のアスターハウスホテルに事務所を置き、自前の特務機関を構えた。メンバーには軍人は一人も含まれず、共産党転向者を中心に20人ほど採用した。1939年（昭和14年）5月、香港において板垣征四郎陸相と国民党の呉開先組織部副部長との直接会談を行う根回しを行うが、汪兆銘工作を進めていた影佐禎昭の巻き返しにあい、通らなかった。6月には本国へ戻された上で陸大教官に就任、事実上の左遷となった。同年8月、陸軍歩兵大佐に進級した。

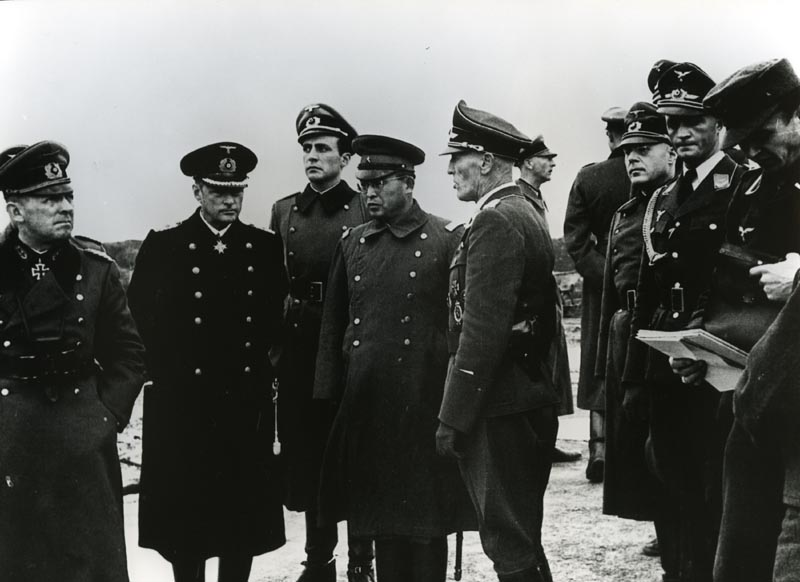
1942年12月、ドイツ陸軍上級大将（第21軍司令官ニコラウス・フォン・ファルケンホルスト、左端）以下、独陸海空軍の将校らと写る小野寺（中央）

1940年（昭和15年）11月、スウェーデン公使館附武官に発令され、翌41年1月、ストックホルムに着任、12月に太平洋戦争（大東亜戦争）を迎えた。諜報活動の他、クリプトテクニク社（現・クリプトA.G.）から最新の暗号機械を買いつけたり、ピアノ線とボールベアリングを調達し、ドイツ経由で本国に送っている。1943年（昭和18年）8月、陸軍少将に進む。この頃からSD国外諜報局長であるヴァルター・シェレンベルクと共に活動する。
小野寺の送った機密情報は「ブ情報」と呼ばれ、海外からの貴重な情報源となった。「ブ情報」の「ブ」は、「ペーター・イワーノフ」ことポーランド人諜報部員ミハウ・リビコフスキ (Michał Rybikowski) の上官ブジェスクフィンスキの頭文字である。
小野寺の活躍として特筆すべきことは、彼の諜報活動の成果として、大戦最末期の連合国内でのヤルタ会談での密約（ドイツ降伏から約3ヶ月後にソ連が日ソ中立条約を破棄、対日参戦することを米英と約束した）という最高機密情報を極めて早い時期に入手し、日本に打電・通報したことである。しかし、陸軍中枢はその情報を正しく扱わず、日本政府はソ連に和平の仲介を期待し続けた。
また、ソ連参戦による日本の敗戦を見越して、スウェーデン王室の親戚であるカール・ベルナドッテを経由したスウェーデン王室の仲介による、連合国との和平工作を独自の判断で行った。小野寺は、国体護持のみ、つまり天皇の地位を安泰にすることのみで和平は可能との考えを伝えた。実は、この情報は、アメリカ政府に伝わって、ポツダム会議でも話題になった。（アメリカ側でも議論されていた）国体護持のみで日本との和平は可能、という情報がこの段階で日本側からの考えとして具体的に示されたことは、ポツダム宣言による終戦が円滑に行われることに寄与した可能性がある。
敗戦後の1946年（昭和21年）3月に日本に帰国復員したが、同年7月まで戦争犯罪人として巣鴨プリズンに拘留された。1947年（昭和22年）11月28日、公職追放仮指定を受けた。
戦後は妻百合子とともに、主にスウェーデン語の翻訳業に従事する傍ら、スウェーデンの文化普及活動に努めた。最晩年に『NHK特集　日米開戦不可ナリ 〜ストックホルム・小野寺大佐発至急電〜』で取材インタビューが行われ、1985年（昭和60年）12月に放映された。この番組は第12回放送文化基金賞を受賞し、小野寺の大戦中の活動に照明が当てられたのみならず、小野寺の活動がアメリカ政府に知られていたという小野寺も知らなかった事実も明らかにした。

## エピソード
- 陸士31期を卒業する際に恩賜の銀時計を拝受した（歩兵科5位）[1]。また、旧主の南部利淳から軍刀を拝領し、この軍刀は後にストックホルム引き揚げの際に政府に寄贈した[10]。
- 著述の才能に恵まれていて、対赤軍戦術をまとめた参考書は「赤本」と呼ばれていた。参謀本部ロシア班に配属後、ロシア班として中華民国や米国も含めた研究書『隣邦軍事研究』を偕行社から出版すると、青年将校の間でベストセラーになる。収益でロシア班はタイピストを2人雇うことができたが、直属の上司（第二部長）であった永田鉄山大佐から「儲けすぎだ」と叱責を受けたという[11]。

## 栄典
外国勲章佩用允許
- 1943年（昭和18年）9月11日 - ドイツ国：ドイツ鷲勲章一等功労十字章[12]

## 親族
- 妻 百合子（翻訳家、一戸寛陸軍少佐の娘、一戸兵衛陸軍大将の孫、黒羽藩主大関増徳の孫）
- 長女 瑞子
- 長男 駿一（運輸省港湾局長、日本港湾協会副会長）
- 次男 龍二（駐オーストリア大使）1992年在任中アルプスで遭難死
- 次女 節子（日本チェコ協会名誉会長、夫は元・駐オランダ大使の大鷹正。夫の兄大鷹弘も外交官で、その夫人山口淑子は参議院議員も務めた女優の李香蘭[13]）

## 著書
図書
- 『スウェーデンの安全保障政策の基本構想』スウェーデン社会研究所〈資料 ; 第23号〉、1984年。 NCID BN14486493。
- 『平和国家への研究　小野寺信遺稿集』出版者 小野寺百合子、1988年。 NCID BN05866176。全国書誌番号:89033331。

記事・論文
- 「中立国のむづかしさ」『文藝春秋』第31巻、第11号、文藝春秋新社、106-110頁、1953年。 NAID 40003426863。
- 「ドイツ国防軍の降服--民族防衛よりみて」『国防』第26巻、第6号、朝雲新聞社、62-77頁、1977年。 NAID 40001366493。
- 「インフレーション下におけるスウェーデンの福祉財政--保健医療と社会福祉に重点をおいた合理化と家計移転の増額」『国際社会保障研究』第21号、健康保険組合連合会、83-89頁、1977年。 NAID 40001306471。
- 「スウェーデンの住宅政策」『季刊社会保障研究』第18巻、第1号、国立社会保障・人口問題研究所、15-25頁、1982年。 NAID 40000600638。

## 翻訳
小野寺信訳
- ラグナル・ベンツエル『スウェーデン工業の発展性』スウェーデン社会研究所〈資料 ; 第1号〉、1969年。全国書誌番号:21844060。
- 『スウェーデン造船工業の展望と一九六八年の業績』スウェーデン社会研究所〈資料 ; 第3号〉、1970年。全国書誌番号:21844083。
- 小野寺信訳編『スウェーデン財政金融の基本事情』スウェーデン社会研究所〈資料 ; 第7号〉、1970年。全国書誌番号:21870329。
- アサール・リンドベック (Assar Lindbeck)『スウェーデン経済政策の課題 : インフレーションとの戦い』スウェーデン社会研究所〈資料 ; 第9号〉、1971年。 NCID BB01896068。全国書誌番号:21870332。
- グンナー・ヘクシャー (Gunnar Heckscher)『スウェーデンの国防政策と国家安全保障の諸問題』スウェーデン社会研究所〈資料 ; 第12号〉、1971年。全国書誌番号:21870670。
- 『福祉を中心とするスウェーデン経済二十年(一九七〇～九〇年)の見通し : 一九七〇年長期調査報告より抜粋』スウェーデン社会研究所〈資料 ; 第15号〉、1972年。 NCID BB01896487。

百合子夫人と共訳
- エレン・ケイ『恋愛と結婚 上』岩波書店〈岩波文庫〉、1973年。 NCID BN00917247。ASIN B000J9NQH6。 全国書誌番号:71007074。
- エレン・ケイ『恋愛と結婚 下』岩波書店〈岩波文庫〉、1973年。 NCID BN00917247。ASIN B000J9NQGW。 全国書誌番号:71007075。
- エレン・ケイ『児童の世紀』冨山房〈冨山房百科文庫 ; 24〉、1979年。ISBN 978-4572001245。 NCID BN03872848。ASIN B000J8J86U。 全国書誌番号:79010389。
- エレン・ケイ『改訂版 恋愛と結婚』新評論、1997年。ISBN 978-4794803511。 NCID BA31052261。全国書誌番号:98005696。
- トールビョルン・レングボルン (Thorbjörn Lengborn)『エレン・ケイ教育学の研究 : 「児童の世紀」を出発点として』玉川大学出版部、1982年。ISBN 978-4472074110。 NCID BN01816201。ASIN B000J7RN40。 全国書誌番号:82017078。

## その他

### ドキュメンタリー
- NHK特集「日米開戦不可ナリ〜ストックホルム　小野寺大佐発至急電〜」（1985年12月8日、NHK）[7] ※ 放送時のインタビューを含む。

## 関連作品
- 『ストックホルムの密使』 - 佐々木譲の小説。NHKでドラマ化。作中人物の大和田市郎は小野寺をモデルにした。
- 『百合子さんの絵本 〜陸軍武官・小野寺夫婦の戦争〜』 - 小野寺信・百合子夫婦を描いたNHKドラマ。小野寺信を香川照之が、百合子夫人を薬師丸ひろ子が演じた。